# Форсан (Техас)
Форсан (англ. Forsan) — місто (англ. city) в США, в окрузі Говард штату Техас. Населення — 225 осіб (2020).

## Географія
Форсан розташований за координатами 32°6′37″ пн. ш. 101°22′0″ зх. д. / 32.11028° пн. ш. 101.36667° зх. д. (32.110338, -101.366796).  За даними Бюро перепису населення США в 2010 році місто мало площу 0,75 км², уся площа — суходіл.

## Демографія
Згідно з переписом 2010 року, у місті мешкало 210 осіб у 72 домогосподарствах у складі 56 родин. Густота населення становила 278 осіб/км².  Було 86 помешкань (114/км²).
Расовий склад населення:
| - 95,2 % — білих - 1,0 % — чорних або афроамериканців - 2,4 % — осіб інших рас |

До двох чи більше рас належало 1,4 %. Частка іспаномовних становила 17,6 % від усіх жителів.
За віковим діапазоном населення розподілялося таким чином: 30,5 % — особи молодші 18 років, 56,6 % — особи у віці 18—64 років, 12,9 % — особи у віці 65 років та старші. Медіана віку мешканця становила 36,3 року. На 100 осіб жіночої статі у місті припадало 94,4 чоловіків;  на 100 жінок у віці від 18 років та старших — 94,7 чоловіків також старших 18 років.
Середній дохід на одне домашнє господарство  становив 54 341 долар США (медіана — 44 250), а середній дохід на одну сім'ю — 59 533 долари (медіана — 48 333). За межею бідності перебувало 27,3 % осіб, у тому числі 36,5 % дітей у віці до 18 років та 30,0 % осіб у віці 65 років та старших.
Цивільне працевлаштоване населення становило 83 особи. Основні галузі зайнятості: освіта, охорона здоров'я та соціальна допомога — 42,2 %, транспорт — 15,7 %, науковці, спеціалісти, менеджери — 10,8 %, публічна адміністрація — 8,4 %.